# Eggby församling
Eggby församling var en församling i Skara stift och i Skara kommun. Församlingen uppgick 1992 i Eggby-Istrums församling.

## Administrativ historik
Församlingen har medeltida ursprung. 
Församlingen var till 1566 moderförsamling i pastoratet Eggby, Öglunda och Istrum som även omfattade, före 1452 Ölanda församling, från 1436 Skärvs församling, från 1436 till 1540 Lundby församling. Från 1566 till 1992 annexförsamling i pastoratet Varnhem, Istrum, Eggby, Öglunda och (Norra) Lundby som före 1575 även omfattade Skärvs församling. Församlingen uppgick 1992 i Eggby-Istrums församling.

## Organister
| Period    | Namn                     | Levnadstid      | Övrigt   |
| --------- | ------------------------ | --------------- | -------- |
| 1663–1706 | Sven Månsson Berg        | 1630-talet–1709 | Organist |
| 1706–     | Enok Fredriksson Hultman | 1666–1729       | Organist |

## Kyrkor
- Eggby kyrka.